# Heroes Are Hard to Find
Heroes Are Hard to Find – dziesiąty album studyjny zespołu Fleetwood Mac z 1974 roku.

## Lista utworów
| 1.  | "Heroes Are Hard to Find" (McVie)  | 3:35  |
|     |                                    |       |
| 2.  | "Coming Home" (Welch)              | 3:52  |
|     |                                    |       |
| 3.  | "Angel" (Welch)                    | 3:55  |
|     |                                    |       |
| 4.  | "Bermuda Triangle" (Welch)         | 4:08  |
|     |                                    |       |
| 5.  | "Come a Little Bit Closer" (McVie) | 4:45  |
|     |                                    |       |
| 6.  | "She's Changing Me" (Welch)        | 2:58  |
|     |                                    |       |
| 7.  | "Bad Loser" (McVie)                | 3:25  |
|     |                                    |       |
| 8.  | "Silver Heels" (Welch)             | 3:25  |
|     |                                    |       |
| 9.  | "Prove Your Love" (McVie)          | 3:57  |
|     |                                    |       |
| 10. | "Born Enchanter" (Welch)           | 2:54  |
|     |                                    |       |
| 11. | "Safe Harbour" (Welch)             | 2:32  |
|     |                                    |       |
|     |                                    | 39:26 |
|     |                                    |       |

## Twórcy
- Bob Welch – gitara, wokal, wibrafon
- Christine McVie – instrumenty klawiszowe, wokal
- John McVie – bas
- Mick Fleetwood – perkusja